# Regulierungsbehörde
Eine Regulierungsbehörde ist eine staatliche wettbewerbspolitische Einrichtung. Die Aufgaben einer Regulierungsbehörde gehen in der Regel über die einer normalen Kartellbehörde hinaus; während letztere üblicherweise eine Ex-post-Kontrolle von Märkten betreiben, zeichnen sich Regulierungsbehörden oft durch starke Instrumente einer Ex-ante-Kontrolle aus, wie Preis- oder Produktgenehmigungen. Regulierungsbehörden arbeiten oft branchenspezifisch; sie werden vor allem für solche Wirtschaftssektoren geschaffen, in denen eine Ex-post-Kontrolle nicht ausreicht, um den Wettbewerb aufrechtzuerhalten bzw. zu fördern.

## Üblicherweise regulierte Märkte
Regulierungsbehörden finden sich oft in monopolgeneigten Märkten, die nicht bzw. nicht gänzlich für Wettbewerb geöffnet werden können. Beispiele für monopolgeneigte Märkte sind leitungs- oder netzgebundene Branchen, in denen der Aufbau paralleler Netze entweder nicht gewünscht ist bzw. aus ökonomischen Gründen nicht sinnvoll ist. Typische Sektoren, in denen eine solche Regulierung stattfindet, sind Telekommunikations-, Post-, Eisenbahn-, Rundfunk-, Gas- und Strommärkte sowie die Wasserver- und Abwasserentsorgung. Ohne Regulierung kann es in solchen Märkten zu Marktversagen kommen.
Auch Aufsichtsbehörden zur Durchsetzung von Spezialregulierungen wie die Bundesanstalt für Finanzdienstleistungsaufsicht gehören im weiteren Sinne zu den Regulierungsbehörden.

## Beispiele für Regulierungsbehörden
Regulierungsbehörden im deutschsprachigen Raum:
- Deutschland: Die heutige Bundesnetzagentur wurde 1998 als "Regulierungsbehörde für Telekommunikation und Post" zur Deregulierung der Märkte für Post- und Telekommunikation errichtet und ist seit 2006 auch für weitere Netzmärkte (Strom, Gas, Eisenbahn) zuständig. Somit ist sie eine branchenübergreifende Bundesregulierungsbehörde. Landesregulierungsbehörden sind für Netze im Strom- und Gasnetzbereich zuständig, die nur in einem Bundesland liegen und an die weniger als 100.000 Kunden angeschlossen sind.
- Belgien: Das Belgische Institut für Postdienste und Telekommunikation ist für Regulierungsaufgaben im Post- und Telekommunikationsmarkt zuständig.
- Liechtenstein: Regulierungsaufgaben im Telekommunikationsmarkt werden vom Amt für Kommunikation der Liechtensteinischen Landesverwaltung wahrgenommen.
- Österreich: Die E-Control ist zuständig für die Regulierung des österreichischen Strom- und Gasmarktes. Im Telekommunikationsmarkt ist die Kommunikationsbehörde Austria zuständig. Den Schienenverkehr reguliert die Schienen-Control GmbH.
- Schweiz: Regulierungsaufgaben im Telekommunikationsmarkt werden vom Bundesamt für Kommunikation wahrgenommen. Im Postwesen ist seit 1. Oktober 2012 die Eidgenössische Postkommission PostCom die Regulierungsbehörde, sie löste die Postregulationsbehörde (PostReg) ab.[1] Seit 2008 reguliert die Elektrizitätskommission (ElCom) den Elektrizitätsmarkt gestützt auf das Stromversorgungsgesetz.

In der Europäischen Gemeinschaft sind die nationalen Regulierungsbehörden zur Umsetzung der relevanten EU-Direktiven verpflichtet.